# Maurice Klippel
Maurice Klippel (ur. 30 maja 1858 w Miluzie, zm. 1942) − był francuskim lekarzem, studiującym medycynę w Paryżu. W 1884 roku został internistą, w 1889 roku doktorem medycyny. Na jego cześć nazwano opisane przez niego zespół Klippla-Feila i zespół Klippla-Trénaunaya.